# 1049 (szám)
Az 1049 (római számmal: MXLIX) az 1048 és 1050 között található természetes szám.

## A szám a matematikában
A tízes számrendszerbeli 1049-es a kettes számrendszerben 10000011001, a nyolcas számrendszerben 2031, a tizenhatos számrendszerben 419 alakban írható fel.
Az 1049 páratlan szám, prímszám. Kanonikus alakja 10491, normálalakban az 1,049 · 103 szorzattal írható fel. Két osztója van a természetes számok halmazán, ezek növekvő sorrendben: 1 és 1049.
Sophie Germain-prím. Erősen kotóciens szám.
Az 1049 tizenkilenc szám valódiosztó-összegeként áll elő, ezek közül legkisebb is nagyobb 10 000-nél.

## Csillagászat
- 1049 Gotho kisbolygó